# Alfa Romeo Grand Prix

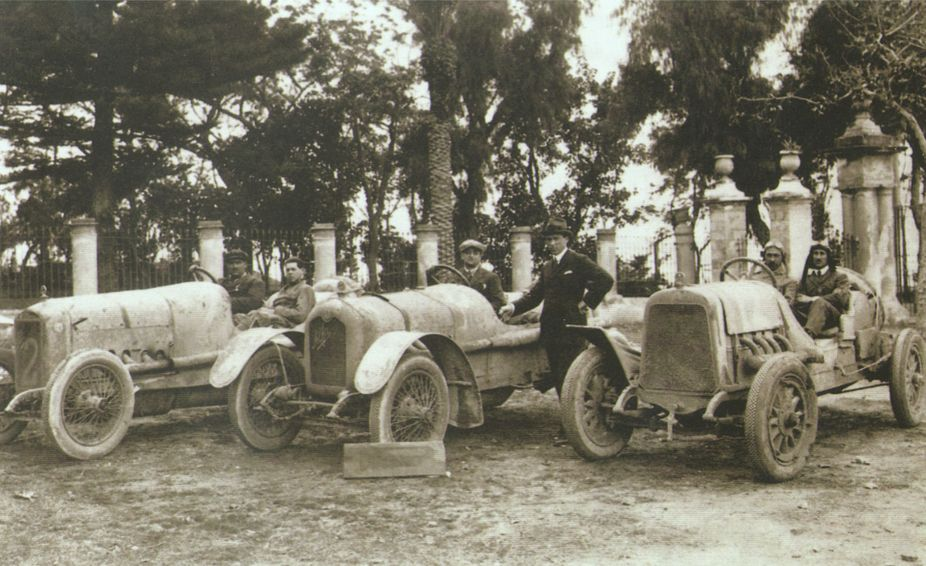
Zwei 40-60 bei der Targa Florio: links Giuseppe Campari (am Steuer) und Giulio Ramponi, in der Mitte Enzo Ferrari und rechts der 20-30 von Giuseppe Baldoni

Der A.L.F.A. 40-60 Grand Prix oder GP (Grand Prix) war ein Rennwagen, der von A.L.F.A. (später Alfa Romeo) produziert wurde. Nur einer wurde 1914 gebaut und 1921 modifiziert. Als Basis diente der Alfa Romeo 40-60 HP.

## Hintergrund
Die Ergebnisse der weitgehend serienmäßigen 40-60 HP bei verschiedenen Motorsportveranstaltungen veranlassten das Unternehmen, einen speziellen Typ zu entwickeln, der für die Teilnahme an Grand-Prix-Rennen geeignet war, und der mehr öffentliches Interesse als die üblichen Langstreckenrennen wecken würde. Im Jahr 1914 wurde Giuseppe Merosi daher beauftragt, ein für diesen Zweck geeignetes Modell zu entwerfen, wobei jedoch ein vorhandenes Auto als Grundlage verwendet werden sollte, da die Konstruktion eines neuen Modells von Grund auf zu teuer gewesen wäre. So wurde 1914 der A.L.F.A. Grand Prix entwickelt, der von den 40-60 HP abgeleitet war und das erste von A.L.F.A. entworfene Auto war, das ausschließlich für Wettbewerbe bestimmt war.

## Entwicklung
Das Modell war in erster Linie durch Innovationen in Bezug auf die Motorentechnologie gekennzeichnet: Der A.L.F.A. Grand Prix hatte bereits zwei obenliegende Nockenwellen (DOHC) und Doppelzündung. Das Triebwerk war der erste Motor von A.L.F.A., der diese Eigenschaften aufwies, und war daher der Vorläufer des Alfa-Romeo-Doppelwellenmotors und des Twin-Spark-Zündsystems, die einige Jahrzehnte später hergestellt wurden. Von der Bauweise her war der Motor des Grand Prix ein Vierzylinder-Reihenmotor mit langem Hub, 4458 cm³ Hubraum, vier Ventilen pro Zylinder und einer Leistung von 88 PS bei 2950/min. Dieser Motor brachte den Grand Prix auf eine Höchstgeschwindigkeit von 140 km/h. 
Häufig ist zu lesen, dass die DOHC-Motoren von Alfa Romeo Vittorio Janos Entwicklungen waren, aber der erste war Merosis A.L.F.A. GP. Diese Art der Motorbauweise war für die damalige Zeit sehr innovativ und orientierte sich an einem Peugeot von 1912/1913, den der Schweizer Ingenieur Ernest Henry entworfen hatte. Der Ursprung dieser Motorbauart ist unklar, da auch andere Autos mit zwei obenliegenden Nockenwellen zu dieser Zeit von Sunbeam, Delage und Humber hergestellt wurden. Erst in den 1920er Jahren wurden DOHC-Motoren in Alfa-Romeo-Straßenfahrzeugen wie dem Alfa Romeo 6C eingebaut.
Im Sommer 1914 war die Entwicklung des Autos so weit abgeschlossen, dass die Teilnahme des Autos am Großen Preis von Frankreich, der in Lyon stattfand, geplant war. Die Nennung wurde im letzten Moment aus offiziell nie bekannt gegebenen Gründen zurückgezogen. Häufig heißt es, die heikle internationale Position Italiens nach dem Attentat von Sarajevo sei wohl der Anlass gewesen. Die A.L.F.A.-Führung beschloss bei Ausbruch des Ersten Weltkriegs, den 40-60 Grand Prix zu verkaufen und das Sportprogramm zusammen mit der Automobilproduktion auszusetzen, um mit der Herstellung von Rüstungsgütern zu beginnen.
Der Bau von Automobilen begann 1920 erneut unter dem neuen Markennamen Alfa Romeo. Die noch aus der Vorkriegszeit stammenden Modelle verkauften sich aber schlecht, weil zum einen die Form der Autos veraltet war und zum anderen die Werbung durch Teilnahme an Wettbewerben fehlte.
Die industrielle Aufbauphase des Unternehmens war in vollem Gange und es wäre undenkbar gewesen, in kurzer Zeit einen völlig neuen Rennwagen zu entwickeln. Deshalb beschloss der neue Eigentümer des Unternehmens, Nicola Romeo, den 40-60 GP zurückzukaufen und ihn von Merosi überarbeiten zu lassen, um bis zur Fertigstellung eines neuen Modells bereits an einigen Rennen teilnehmen zu können.
Diese neue Version, die aufgrund des Eigentümerwechsels jetzt Alfa Romeo Grand Prix hieß, hatte eine Leistung von 102 PS und erreichte eine Höchstgeschwindigkeit von fast 150 km/h. Zwischen 1920 und 1921 nahm der GP mit den Fahrern Nino Franchini, Antonio Ascari und Giuseppe Campari an zahlreichen Rennen teil – u. a. mit Siegen beim Parma-Berceto-Bergrennen 1920 und beim Circuito del Mugello 1921. Beim Gran Premio Gentlemen 1921 in Brescia musste Campari, der von der 11. bis zur 24. Runde in Führung lag, wegen eines Lecks im Kühler aufgeben.

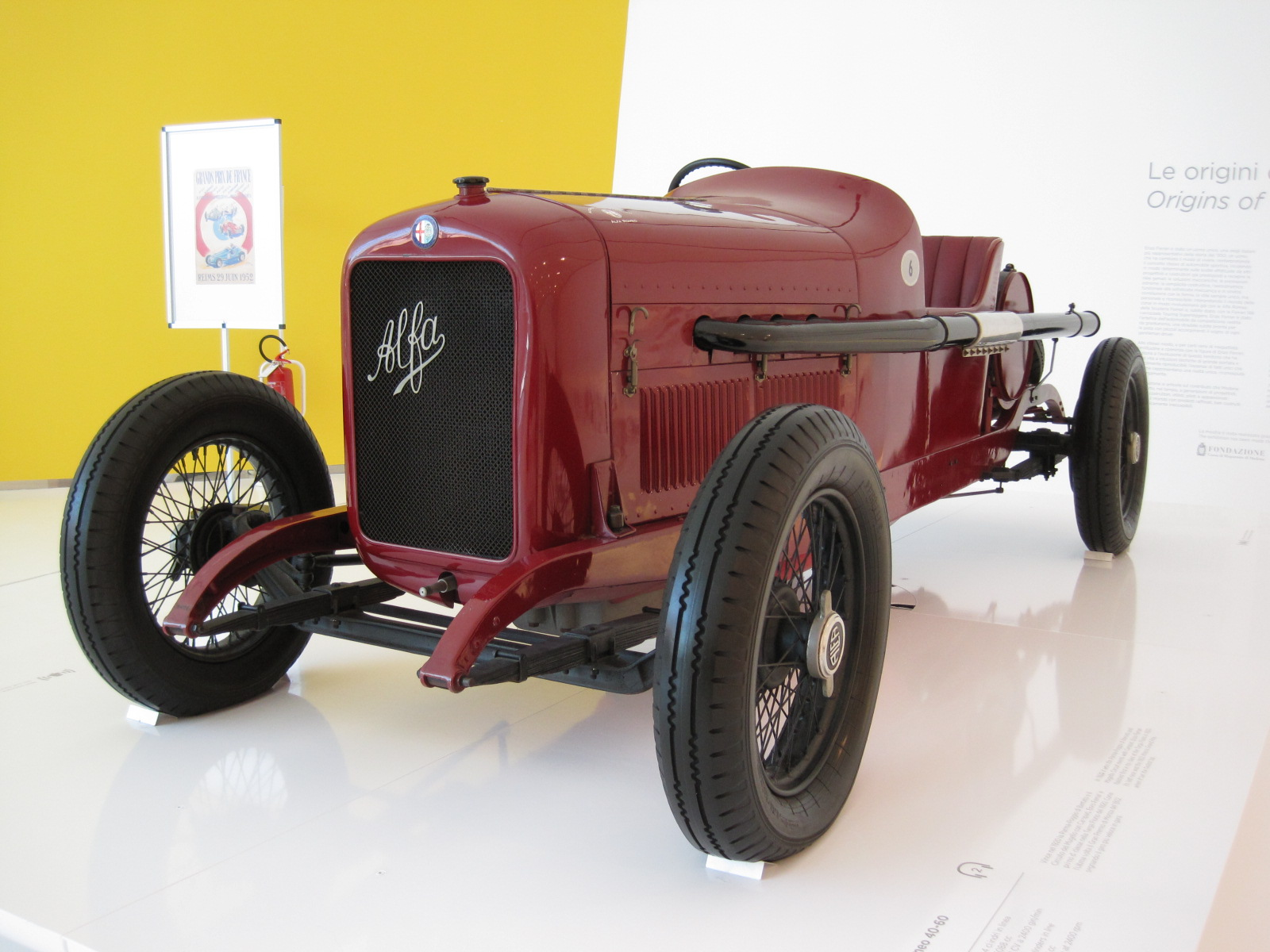
Ein „A.L.F.A 40-60 HP tipo corsa“ im Enzo Ferrari-Museum in Modena
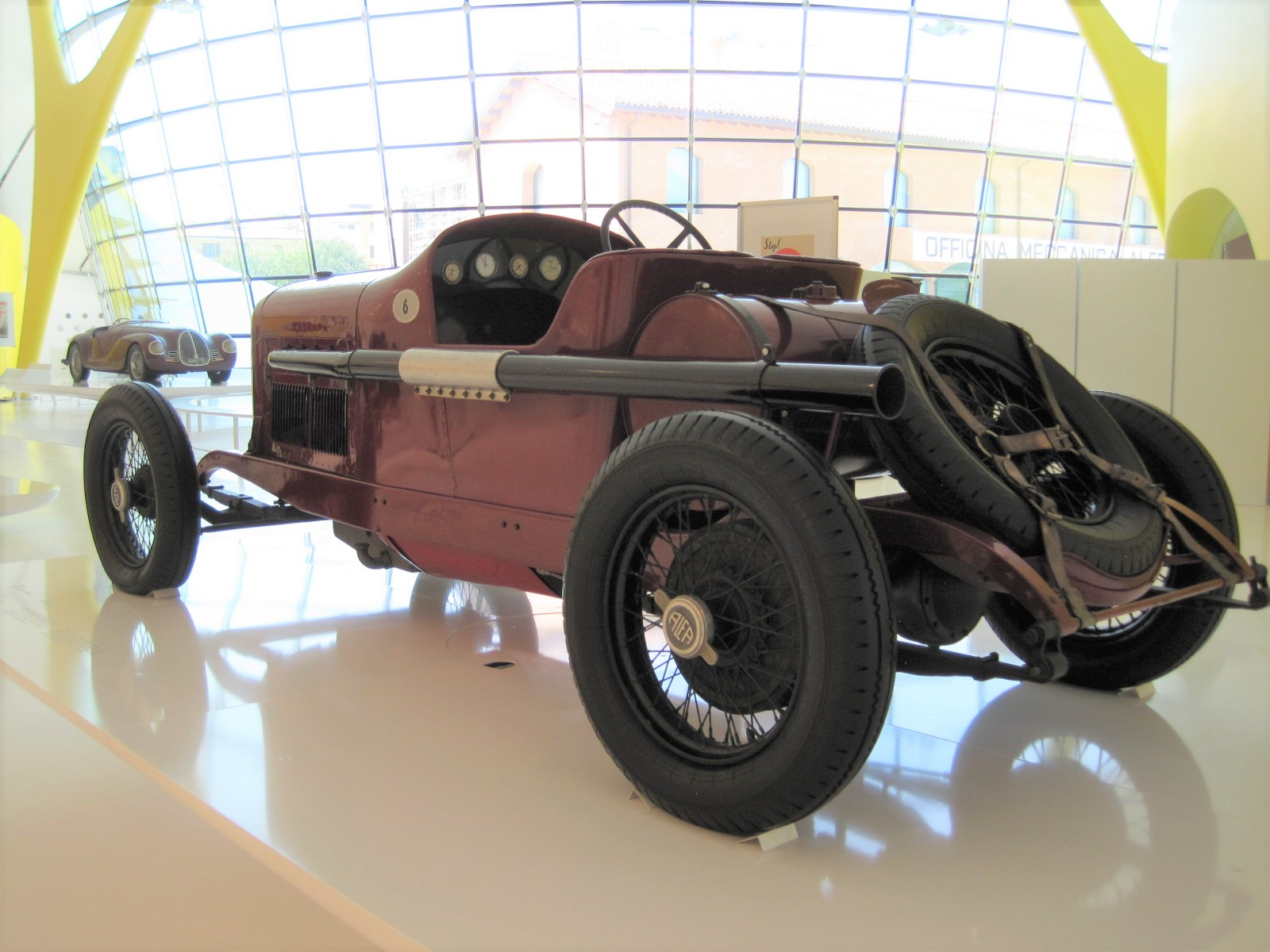